# Mónica López Barahona
Mónica López Barahona (Madrid) es una bioquímica española, especializada en Biología molecular, investigadora en el campo de la Oncología molecular.  

## Biografía
Tras licenciarse en Ciencias Químicas (especialidad de Bioquímica y Biología molecular) en la Universidad Complutense de Madrid (1983-1988), concluyó su tesis doctoral en el MD Anderson Cancer Center de Houston, doctorarse en Ciencias Químicas, en la especialidad de Bioquímica y Biología Molecular, en la misma universidad madrileña (1988-1991) (Tesis:Respuestas celulares mediadas por la acción de los oncogenes ras y abl). Posteriormente realizó un Máster en Filosofía. 
Está casada con Mariano Barbacid.

### Investigación
Su línea de investigación básica se ha desarrollado el campo de la Oncología Molecular tanto en centros nacionales: Hospital General Universitario Gregorio Marañón, Instituto de Investigaciones Biomédicas (CSIC), Antibióticos Farma; como en centros internacionales: Instituto Max-Planck für Strahlein Chemie (Mülheim an der Ruhr), Instituto de Investigación de Patología Molecular (Viena), MD Anderson Cancer Center (Houston) o Bristol-Myeres Squibb (Princeton).
Sus investigaciones se encuentran publicados en diversas revistas científicas y han supuesto más de trescientas comunicaciones en congresos nacionales e internacionales. Ha sido nombrada como experta en Bioética -Biotecnólogo- por diversos organismos: el Consejo de Europa, el Ministerio de Justicia (España, 1999), Naciones Unidas, el Ministerio de Justicia (España, 2002); vocal del Comité Asesor de ética en la Investigación Científica y Tecnológica, nombrada por el Ministerio de Ciencia y Tecnología (España, 2002)

### Docencia
Profesora de Oncología Molecular y Bioética en la Universidad Francisco de Vitoria, donde fue Decana de la facultad de Ciencias Biosanitarias (1996-2006). También ha sido directora general Científica y Técnica del Banco de células troncales de sangre de cordón umbilical VidaCord, y posteriormente directora general Académica del Centro de Estudios Biosanitarios.

### Asociaciones a las que pertenece[6]
- Vocal del Comité Asesor de Ética en la Investigación Científica y Técnica
- Miembro del Comité Director de Bioética del Consejo de Europa
- Miembro correspondiente de la Academia Pontificia por la Vida, nombrada por Juan Pablo II (Roma, 1999)[7]
- Miembro Ordinario de la Pontificia Academia para la Vida, nombrada por Benedicto XVI (2007),[8] y confirmada por Francisco (2017)[9]
- Directora de la Cátedra de Bioética Jérôme Lejeune, Madrid
- Directora general académica del Centro de Estudios Biosanitarios (CEB)

## Premios[10]
Ha sido reconocida con diversos premios, entre los que destacan: 
- Premio de la Asociación Española Contra el Cáncer, 1988.
- Premio Human Frontiers Science, Programa, 1994.
- Premio Pfizer 2000.
- Premio Excelencia FEDEPE (2004)